# Arthur Nagel
Arthur Nagel (* 19. November 1890 in Großzschocher; † Ende April 1945 in KZ Bergen-Belsen) war ein deutscher Politiker (SPD, KPD).

## Leben und Wirken
Nagel besuchte die Volksschule in Großzschocher. Später absolvierte er eine Malerlehre. 1908 wurde Nagel in Leipzig Mitglied der sozialistischen Jugendbewegung. 1909 trat Nagel in die SPD ein. Im selben Jahr wurde er Mitglied der Gewerkschaft. Nach der Teilnahme am Ersten Weltkrieg trat Nagel 1918 zur USPD über. Gemeinsam mit deren linkem Flügel der USPD wechselte Nagel 1920 zur Kommunistischen Partei Deutschlands (KPD).
In den folgenden Jahren engagierte er sich in der KPD als ehrenamtlicher Funktionär. 1922 nahm Nagel als Delegierter für den Bezirk West-Sachsen am IV. Weltkongress der Komintern in Moskau teil, wo er zusammen mit Hugo Urbahns und Ruth Fischer die „linke Opposition“ innerhalb der KPD vertrat.
Anfang 1924 wurde Nagel Stadtverordneter in Leipzig. Bei den Reichstagswahlen vom Mai desselben Jahres wurde er als Kandidat seiner Partei für den Wahlkreis 29 (Leipzig) in den Reichstag gewählt, dem er bis zu den Wahlen vom Dezember 1924 angehörte. Von 1926 bis 1929 gehörte Nagel dem Sächsischen Landtag an.
In der Zeit des Nationalsozialismus wurde Nagel am 22. August 1944 im Zuge der „Aktion Gitter“ verhaftet. Zunächst im KZ Sachsenhausen festgehalten, wurde Nagel im Februar 1945 in das KZ Mauthausen verlegt und dann weiter in die Mauthausener Außenlager Wels und Ebensee. Er starb Ende April 1945 im Konzentrationslager Bergen-Belsen.

## Gedenken

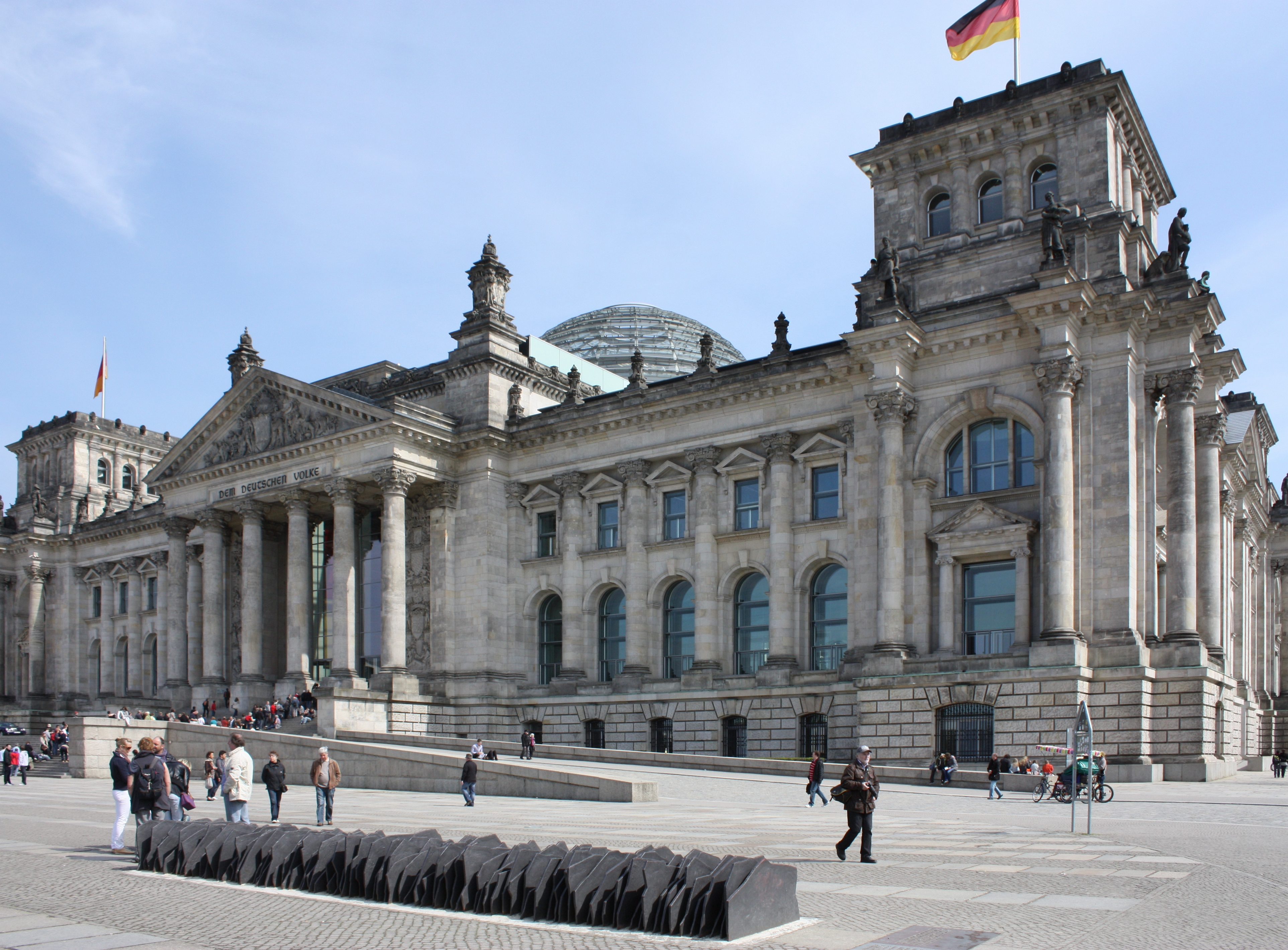
Gedenktafeln am Reichstag

Heute erinnert eine Gedenktafel in Berlin an Nagel, die Teil des Denkmals zur Erinnerung an 96 vom NS-Regime ermordete Reichstagsabgeordnete im Bereich Scheidemannstraße/Platz der Republik ist. In Leipzig ist seit 1965 die Arthur-Nagel-Straße nach ihm benannt. Die 56. Oberschule der Stadt trug zudem bis 1992 den Namen Arthur-Nagel-Oberschule.